# 이목 (목축)

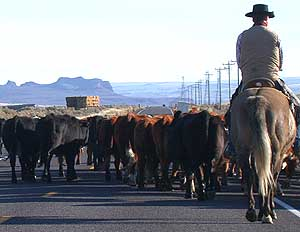
미국의 카우보이는 대표적인 근현대 수평이목민이다.

이목(移牧, transhumance)은 목축의 한 형태로, 계절에 따라 방목지를 바꿔가며 가축을 몰고 이동하는 것이다. 산악지역에서 여름에는 산 위로, 겨울에는 산 아래로 내려오는 수직이목(vertical transhumance)과, 기후에 맞추어 아예 다른 지역을 오가는 수평이목(horizontal transhumance)이 있다.
이목은 유럽과 서아시아 지역에서 두드러지게 나타났으며, 이목지역에서는 목축에서 생산되는 산물(우유, 버터, 요구르트, 치즈)이 주요한 식량자원이었다. 수직이목이 이루어지던 지역(스코틀랜드, 웨일스, 스위스 등지)에는 고지대 목초지와 저지대 목초지를 가리키는 낱말이 언어에 따로 남아 있을 정도로 이목이 중요한 생산양식이었다.

## 같이 보기
- 타라우마라족